# Wet werk en zekerheid
De Wet Werk en Zekerheid (afgekort: "WWZ") is een Nederlandse wet in formele zin die het Nederlandse arbeidsrecht en socialezekerheidsrecht ingrijpend wijzigde op drie hoofdthema's: flexibele arbeid, het ontslagrecht en WW. 
De WWZ had ook consequenties voor de Wet werken na de AOW-gerechtigde leeftijd, die op 1 januari 2016 in werking trad. Die gevolgen worden hier niet behandeld.
De WWZ is in fases ingevoerd in 2015 en 2016 en heet voluit de Wet van 14 juni 2014 tot wijziging van verschillende wetten in verband met de hervorming van het ontslagrecht, wijziging van de rechtspositie van flexwerkers en wijziging van verschillende wetten in verband met het aanpassen van de Werkloosheidswet, het verruimen van de openstelling van de Wet inkomensvoorziening oudere werklozen en de beperking van de toegang tot de Wet inkomensvoorziening oudere en gedeeltelijk arbeidsongeschikte werkloze werknemers (Wet werk en zekerheid).

## Achtergrond WWZ
In de periode van 1999 tot invoering van de WWZ zijn talloze voorstellen gedaan tot ingrijpende wijziging van het arbeidsrecht. Te wijzen valt onder meer op de voorstellen van de Adviescommissie Duaal Ontslagstelsel (commissie-Rood) uit 2000, de Advies Commissie Arbeidsparticipatie (commissie-Bakker) uit 2008 en het initiatiefwetsvoorstel-Koşer Kaya uit 2011.
De regering heeft in het najaar van 2013 evenwel voor een andere insteek gekozen, hetgeen tot de WWZ heeft geleid. De WWZ kwam voort uit het Sociaal akkoord dat kabinet, werkgevers en werknemers in april 2013 sloten, en als doel had de doorstroming op de arbeidsmarkt en de positie van flexwerkers te verbeteren.

## Ontslagrecht
Met inwerkingtreding van de WWZ op 1 juli 2015 is in de eerste plaats het Nederlandse ontslagrecht ingrijpend gewijzigd. De WWZ beoogde de ontslagkosten voor werkgevers terug te dringen, onder andere door te hoge ontslagvergoedingen (zoals die onder de kantonrechtersformule) te voorkomen en het stelsel eenvoudiger, sneller en eerlijker (door de vergoedingen onafhankelijk te maken van de ontslagroute en van het soort contract) te maken. Ook moest het nieuwe ontslagstelsel zich meer richten op het vinden van een nieuwe baan.

### Procedurele aspecten
Met de invoering van de WWZ is het Buitengewoon Besluit Arbeidsverhoudingen 1945 ("BBA 1945") grotendeels vervallen. Het ontslagrecht is nu in Boek 7 BW, Titel 10, afdeling 9 en daarop gebaseerde nadere regelgeving geconcentreerd. Wel is de preventieve ontslagtoets gehandhaafd.
Ook kunnen werkgevers sinds de WWZ niet meer kiezen of zij een ontslagzaak aanhangig maken bij het UWV of bij de kantonrechter. Voorgenomen ontslagen vanwege vermeend disfunctioneren, verwijtbaar handelen of nalaten van de werknemer, andere in de persoon van de werknemer gelegen redenen of vanwege een verstoorde arbeidsverhouding, worden getoetst door de kantonrechter. 
Ontslagen die verband houden met bedrijfseconomische omstandigheden of na langdurige arbeidsongeschiktheid worden in eerste instantie vooraf getoetst door het UWV. Wel kan de beslissing van het UWV ter toetsing aan de kantonrechter worden voorgelegd. Van alle beslissingen van de kantonrechter werd hoger beroep en cassatie mogelijk.

### Opzegging met instemming en de beëindigingsovereenkomst
Onder de WWZ ontstond de (ingewikkelde) figuur van de opzegging met instemming, die in de praktijk niet wordt gebruikt. In plaats daarvan wordt doorgaans een beëindigingsovereenkomst gesloten (die vrijwel altijd ook een vaststellingsovereenkomst is). Een werknemer die schriftelijk instemt met ontslag of een beëindigingsovereenkomst sluit, kan dit binnen veertien dagen schriftelijk herroepen, zonder opgaaf van redenen.

### Transitievergoeding
Verder kreeg in beginsel iedere werknemer bij onvrijwillig ontslag recht op een transitievergoeding, mits een arbeidsovereenkomst ten minste 24 maanden had geduurd en op initiatief van de werkgever werd beëindigd of niet wordt verlengd. Dit is aangepast bij introductie van de WAB per 1 januari 2020.
De transitievergoeding heeft tot doel de werknemer te compenseren voor ontslag en de transitie naar een nieuwe baan te vergemakkelijken. De transitievergoeding werd in de regel verschuldigd bij ontslag of het niet voortzetten van een arbeidsovereenkomst voor bepaalde tijd op initiatief van de werkgever.

### Ketenregeling
Ook werd met de WWZ de ketenregeling gewijzigd. In geval van een keten arbeidsovereenkomsten die niet meer dan zes maanden werd onderbroken, ontstond bij het vierde contract, of bij het overschrijden van een periode van twee jaar, een contract voor onbepaalde tijd. Afwijking bij cao werd alleen nog onder voorwaarden mogelijk, met een maximum van zes contracten in maximaal vier jaar.
Met invoering van de WAB is de ketenregeling wederom aangepast.

## Flexibele arbeid
De onderstaande maatregelen met betrekking tot flexibele arbeid zijn ingegaan per 1 januari 2015.

### Aanzegtermijn
De werkgever is de verplichting opgelegd om de werknemer uiterlijk één maand voordat een contract voor bepaalde tijd afloopt mede te delen of hij het contract wil voortzetten of niet. Doet hij dit niet of te laat, dan moet hij de werknemer een vergoeding betalen gelijk aan het loon over de termijnoverschrijding.

### Proeftijd
Sinds de WWZ is er geen proeftijd meer mogelijk bij een arbeidsovereenkomst met een looptijd van ten hoogste zes maanden.

### Concurrentiebeding
Het concurrentiebeding is met invoering van de WWZ aan banden gelegd. Het is bij een contract voor bepaalde tijd alleen nog toegestaan als uit een schriftelijke motivering, opgenomen in de arbeidsovereenkomst, de noodzaak vanwege zwaarwegende bedrijfsbelangen blijkt.

### Loondoorbetaling tijdens ziekte
Na de eerste zes maanden van de arbeidsovereenkomst kan de loondoorbetalingsverplichting van de werkgever bij cao alleen nog maar worden uitgesloten voor functies met incidentele werkzaamheden die geen vaste omvang hebben (zoals invalkrachten). Deze voorwaarde geldt niet voor uitzendovereenkomsten, maar daar werd de periode van uitsluiting bij cao beperkt tot 78 weken.

## Werkloosheidswet, IOW en IOAW
De onderstaande maatregelen met betrekking tot de Werkloosheidswet (WW), IOW en IOAW zijn ingegaan per 1 januari 2016.
De maximale duur van de WW is van 38 maanden teruggebracht naar 24 maanden. Ook werd de opbouw van een WW-recht trager: een maand per arbeidsjaar voor de eerste 10 jaar en een halve maand per arbeidsjaar voor de jaren daarna. Als op 1 januari 2016 al opbouw was van meer dan 24 maanden, dan werd dat opgebouwde WW-recht afgebouwd met een maand per kwartaal.
Ook werd voor werknemers die sinds 1 juli 2015 recht kregen op WW na een half jaar werkloosheid alle arbeid als passende arbeid beschouwd. Dat was eerst pas na een jaar het geval.

## Kritiek en WAB
Sinds de invoering van de WWZ is in de juridische literatuur en praktijk veel kritiek geleverd op het nieuwe ontslagstelsel, dat te rigide werd geacht. Deze kritiek heeft ook de politiek bereikt. De vormgeving van de arbeidsmarkt anno 2019 knelde in de visie van Kabinet-Rutte III voor werkgevers en werknemers en het systeem van arbeidsverhoudingen slaagde er volgens haar onvoldoende in om werkgevers en werknemers te ondersteunen bij het aangaan van een arbeidsrelatie die aansluit bij hun behoeften en de aard van het werk. Door de kosten en risico’s die verbonden zijn aan het vaste contract zouden werkgevers vaak terughoudend zijn om werknemers in vaste dienst te nemen. Voor werkenden waren volgens het kabinet de kansen op de arbeidsmarkt ongelijk verdeeld, waarbij het perspectief op een vast contract voor kwetsbare groepen op de arbeidsmarkt vaak ver weg zou zijn.

Deze kritiek en visie van de wetgever heeft uiteindelijk tot de Wet Arbeidsmarkt in Balans geleid, die in veel opzichten  als ‘reparatiewet’ van de WWZ werd gezien op het terrein van het ontslagrecht. Zo kregen werknemers vanaf aanvang van het dienstverband aanspraak op een transitievergoeding (in plaats van na 24 maanden), introduceerde de WAB een extra ontslaggrond, de zogenoemde ‘i-grond’ en werd de ketenregeling verruimd (van twee jaar naar drie jaar). Ook kregen oproepkrachten meer bescherming en werd via WW-premiedifferentiatie een financiële prikkel geïntroduceerd om meer vaste contracten te sluiten.